# Eratsun
Eratsun és un municipi de Navarra, pertanyent a la comarca de Malerreka dins la merindad de Pamplona.

## Demografia
| Evolució demogràfica                               | Evolució demogràfica | Evolució demogràfica | Evolució demogràfica | Evolució demogràfica | Evolució demogràfica | Evolució demogràfica | Evolució demogràfica | Evolució demogràfica | Evolució demogràfica | Evolució demogràfica |
| 1996                                               | 1998                 | 1999                 | 2000                 | 2001                 | 2002                 | 2003                 | 2004                 | 2005                 | 2006                 | 2007                 |
| -------------------------------------------------- | -------------------- | -------------------- | -------------------- | -------------------- | -------------------- | -------------------- | -------------------- | -------------------- | -------------------- | -------------------- |
| 189                                                | 189                  | 179                  | 180                  | 175                  | 176                  | 174                  | 174                  | 178                  | 172                  | 168                  |
| Fonts: Eratsun i Institut d'Estadística de Navarra |                      |                      |                      |                      |                      |                      |                      |                      |                      |                      |

## Personatges il·lustres
- Juan Ignacio Retegui, Retegi I (1943): pilotari.
- Julián Retegui, Retegi II (1954): pilotari.